# Стрельченко Іван Іванович
Іван Іванович Стрельченко (25 грудня 1932, Рибальче — 21 травня 2003, Донецьк) — начальник дільниці шахти «Трудівська», заслужений шахтар СРСР, двічі Герой Соціалістичної Праці (14.02.1966, 25.01.1978). Член ЦК КПУ в 1966—1990 р. Депутат Верховної Ради СРСР 7—11-го скликань.

## Біографія

Меморіальна дошка на будинку по вул. Артема, 60 в Донецьку, де працював Іван Стрельченко

Погруддя Івану Стрельченку в Голій Пристані

Народився 25 грудня 1932 року в селі Рибальчому Голопристанського району Херсонської області у селянській родині. Після закінчення сільської школи з 1948 року працював столяром Херсонського суднобудівного заводу.
Навчався в Херсонському профтехучилищі № 4. Після закінчення училища з 1951 по 1955 рік служив на Військово-морському флоті СРСР.
З 1955 року почав працювати на шахті «Трудівська» виробничого об'єднання «Донецьквугілля» (Донецьк), де пропрацював понад 30 років прохідником (з 1957 року — бригадиром прохідників), машиністом та механіком-машиністом вугільного комбайна, машиністом гірничих виймальних машин, а з 1965 року очолював комплексну бригаду робітників очисного забою. Член КПРС з 1959 року.
У 1971 році бригада Стрельченка установила світовий рекорд видобутку вугілля комбайном 2 К-52, видала 170 тисяч тонн вугілля.
З 1976 року — начальник дільниці із видобутку вугілля шахти «Трудівська» виробничого об'єднання «Донецьквугілля».
У 1977 році заочно закінчив Донецький політехнічний інститут, гірничий інженер.
З 1987 року — директор Центрального бюро науково-технічної інформації Міністерства вугільної промисловості СРСР у місті Донецьку. З 1991 року — директор державного підприємства «Центральне бюро науково-технічної інформації вугільної промисловості» у Донецьку.
Був делегатом з'їздів КПУ та КПРС і депутатом Верховної Ради СРСР.
Помер 21 травня 2003 року від інфаркту.

## Нагороди, звання
- Двічі Герой Соціалістичної Праці (14.02.1966, 25.01.1978)
- Три ордени Леніна (14.02.1966, 19.02.1974, 25.01.1978)
- Орден Жовтневої Революції (30.03.1971)
- Орден Трудового Червоного Прапора (28.04.1982)
- Медаль «Ветеран праці»
- Почесна грамота Президії Верховної Ради Української РСР (24.12.1982)
- Державна премія СРСР (1976)
- Знак «Шахтарська слава» трьох ступенів.

#### Визнання
- Почесний громадянин міста Донецька (1982)
- Почесний громадянин міста Голої Пристані (присвоєно рішенням № 286/12 виконавчого комітету міської ради від 23 вересня 1986 року).